# Tour de Yorkshire 2016
La 2e édition du Tour de Yorkshire a eu lieu du 29 avril au 1er mai 2016. La course fait partie du calendrier UCI Europe Tour 2016 en catégorie 2.1.
L'épreuve a été remportée par le Français Thomas Voeckler (Direct Énergie), vainqueur de la troisième étape, qui s'impose six secondes devant l'Irlandais Nicolas Roche (Sky) et seize secondes devant son compatriote Anthony Turgis (Cofidis).
Le Néerlandais Dylan Groenewegen (Lotto NL-Jumbo), lauréat de la première étape, s'adjuge le classement par points tandis que l'Australien Nathan Haas (Dimension Data) gagne celui de la montagne. Adam Yates (Orica-GreenEDGE) termine meilleur coureur britannique et que la formation, du pays de ce dernier, Sky remporte celui de la meilleure équipe.

## Présentation

### Équipes
Classé en catégorie 2.1 de l'UCI Europe Tour, le Tour de Yorkshire est par conséquent ouvert aux WorldTeams dans la limite de 50 % des équipes participantes, aux équipes continentales professionnelles, aux équipes continentales et aux équipes nationales.
Dix-huit équipes participent à ce Tour de Yorkshire - sept WorldTeams, cinq équipes continentales professionnelles, cinq équipes continentales et une équipe nationale :
| UCI WorldTeams  | UCI WorldTeams | UCI WorldTeams |
| Nom de l'équipe | Pays           | Code           |
| --------------- | -------------- | -------------- |
| BMC Racing      | États-Unis     | BMC            |
| Dimension Data  | Afrique du Sud | DDD            |
| Giant-Alpecin   | Allemagne      | TGA            |
| Katusha         | Russie         | KAT            |
| Lotto NL-Jumbo  | Pays-Bas       | TLJ            |
| Orica-GreenEDGE | Australie      | OGE            |
| Sky             | Royaume-Uni    | SKY            |

| Équipes continentales professionnelles | Équipes continentales professionnelles | Équipes continentales professionnelles |
| Nom de l'équipe                        | Pays                                   | Code                                   |
| -------------------------------------- | -------------------------------------- | -------------------------------------- |
| Cofidis                                | France                                 | COF                                    |
| Direct Énergie                         | France                                 | DEN                                    |
| ONE                                    | Royaume-Uni                            | ONE                                    |
| Roompot-Oranje Peloton                 | Pays-Bas                               | ROP                                    |
| Topsport Vlaanderen-Baloise            | Belgique                               | TSV                                    |

| Équipes continentales | Équipes continentales | Équipes continentales |
| Nom de l'équipe       | Pays                  | Code                  |
| --------------------- | --------------------- | --------------------- |
| JLT Condor            | Royaume-Uni           | JLT                   |
| Madison Genesis       | Royaume-Uni           | MGT                   |
| NFTO                  | Royaume-Uni           | NPC                   |
| Raleigh GAC           | Royaume-Uni           | RAL                   |
| Wiggins               | Royaume-Uni           | WGN                   |

| Équipe nationale                | Équipe nationale | Équipe nationale |
| Nom de l'équipe                 | Pays             | Code             |
| ------------------------------- | ---------------- | ---------------- |
| Équipe nationale du Royaume-Uni | Royaume-Uni      | GBR              |

## Étapes
| Étape     | Date    | Villes étapes               | type            | Distance (km) | Vainqueur d'étape | Leader du classement général |
| --------- | ------- | --------------------------- | --------------- | ------------- | ----------------- | ---------------------------- |
| 1re étape | 29 avr. | Beverley – Settle           | étape vallonnée | 187           | Dylan Groenewegen | Dylan Groenewegen            |
| 2e étape  | 30 avr. | Otley – Doncaster           | étape de plaine | 136,5         | Danny van Poppel  | Dylan Groenewegen            |
| 3e étape  | 1 mai   | Middlesbrough – Scarborough | étape vallonnée | 198           | Thomas Voeckler   | Thomas Voeckler              |

## Déroulement de la course

### 1reétape
| Classement de l'étape | Classement de l'étape | Classement de l'étape | Classement de l'étape       | Classement de l'étape |
|                       | Coureur               | Pays                  | Équipe                      | Temps                 |
| --------------------- | --------------------- | --------------------- | --------------------------- | --------------------- |
| 1er                   | Dylan Groenewegen     | Pays-Bas              | Lotto NL-Jumbo              | en 5 h 9 min 11 s     |
| 2e                    | Caleb Ewan            | Australie             | Orica-GreenEDGE             | m.t                   |
| 3e                    | Nikias Arndt          | Allemagne             | Giant-Alpecin               | m.t                   |
| 4e                    | Thomas Boudat         | France                | Direct Énergie              | m.t                   |
| 5e                    | Danny van Poppel      | Pays-Bas              | Sky                         | m.t                   |
| 6e                    | Floris Gerts          | Pays-Bas              | BMC Racing                  | m.t                   |
| 7e                    | Christopher Lawless   | Royaume-Uni           | JLT Condor                  | m.t                   |
| 8e                    | Karol Domagalski      | Pologne               | ONE                         | m.t                   |
| 9e                    | Dion Smith            | Nouvelle-Zélande      | ONE                         | m.t                   |
| 10e                   | Bert Van Lerberghe    | Belgique              | Topsport Vlaanderen-Baloise | m.t                   |
| modifier              |                       |                       |                             |                       |

| Classement général | Classement général  | Classement général | Classement général | Classement général |
|                    | Coureur             | Pays               | Équipe             | Temps              |
| ------------------ | ------------------- | ------------------ | ------------------ | ------------------ |
| 1er                | Dylan Groenewegen   | Pays-Bas           | Lotto NL-Jumbo     | en 5 h 9 min 1 s   |
| 2e                 | Caleb Ewan          | Australie          | Orica-GreenEDGE    | + 4 s              |
| 3e                 | Nikias Arndt        | Allemagne          | Giant-Alpecin      | + 6 s              |
| 4e                 | Anthony Turgis      | France             | Cofidis            | + 7 s              |
| 5e                 | Thomas Voeckler     | France             | Direct Énergie     | + 8 s              |
| 6e                 | Serge Pauwels       | Belgique           | Dimension Data     | + 9 s              |
| 7e                 | Thomas Boudat       | France             | Direct Énergie     | + 10 s             |
| 8e                 | Danny van Poppel    | Pays-Bas           | Sky                | + 10 s             |
| 9e                 | Floris Gerts        | Pays-Bas           | BMC Racing         | + 10 s             |
| 10e                | Christopher Lawless | Royaume-Uni        | JLT Condor         | + 10 s             |
| modifier           |                     |                    |                    |                    |

### 2eétape
| Classement de l'étape | Classement de l'étape | Classement de l'étape | Classement de l'étape | Classement de l'étape |
|                       | Coureur               | Pays                  | Équipe                | Temps                 |
| --------------------- | --------------------- | --------------------- | --------------------- | --------------------- |
| 1er                   | Danny van Poppel      | Pays-Bas              | Sky                   | en 3 h 4 min 20 s     |
| 2e                    | Dylan Groenewegen     | Pays-Bas              | Lotto NL-Jumbo        | m.t                   |
| 3e                    | Nikias Arndt          | Allemagne             | Giant-Alpecin         | m.t                   |
| 4e                    | Chris Opie            | Royaume-Uni           | ONE                   | m.t                   |
| 5e                    | Loïc Chetout          | France                | Cofidis               | m.t                   |
| 6e                    | Albert Torres         | Espagne               | Raleigh GAC           | m.t                   |
| 7e                    | Rick Zabel            | Allemagne             | BMC Racing            | m.t                   |
| 8e                    | Christopher Lawless   | Royaume-Uni           | JLT Condor            | m.t                   |
| 9e                    | Russell Downing       | Royaume-Uni           | JLT Condor            | m.t                   |
| 10e                   | Magnus Cort Nielsen   | Danemark              | Orica-GreenEDGE       | m.t                   |
| modifier              |                       |                       |                       |                       |

| Classement général | Classement général | Classement général | Classement général          | Classement général |
|                    | Coureur            | Pays               | Équipe                      | Temps              |
| ------------------ | ------------------ | ------------------ | --------------------------- | ------------------ |
| 1er                | Dylan Groenewegen  | Pays-Bas           | Lotto NL-Jumbo              | en 8 h 13 min 15 s |
| 2e                 | Danny van Poppel   | Pays-Bas           | Sky                         | + 6 s              |
| 3e                 | Nikias Arndt       | Allemagne          | Giant-Alpecin               | + 8 s              |
| 4e                 | Caleb Ewan         | Australie          | Orica-GreenEDGE             | + 10 s             |
| 5e                 | Stijn Steels       | Belgique           | Topsport Vlaanderen-Baloise | + 10 s             |
| 6e                 | Gruffudd Lewis     | Royaume-Uni        | Madison Genesis             | + 12 s             |
| 7e                 | Anthony Turgis     | France             | Cofidis                     | + 13 s             |
| 8e                 | Thomas Voeckler    | France             | Direct Énergie              | + 14 s             |
| 9e                 | Serge Pauwels      | Belgique           | Dimension Data              | + 15 s             |
| 10e                | Richard Handley    | Royaume-Uni        | ONE                         | + 15 s             |
| modifier           |                    |                    |                             |                    |

### 3eétape
| Classement de l'étape | Classement de l'étape   | Classement de l'étape | Classement de l'étape | Classement de l'étape |
|                       | Coureur                 | Pays                  | Équipe                | Temps                 |
| --------------------- | ----------------------- | --------------------- | --------------------- | --------------------- |
| 1er                   | Thomas Voeckler         | France                | Direct Énergie        | en 4 h 51 min 57 s    |
| 2e                    | Nicolas Roche           | Irlande               | Sky                   | + 0 s                 |
| 3e                    | Adam Yates              | Royaume-Uni           | Orica-GreenEDGE       | + 9 s                 |
| 4e                    | Anthony Turgis          | France                | Cofidis               | + 9 s                 |
| 5e                    | Steven Kruijswijk       | Pays-Bas              | Lotto NL-Jumbo        | + 9 s                 |
| 6e                    | Lars Petter Nordhaug    | Norvège               | Sky                   | + 41 s                |
| 7e                    | Gianni Moscon           | Italie                | Sky                   | + 41 s                |
| 8e                    | Christopher Juul Jensen | Danemark              | Orica-GreenEDGE       | + 1 min 9 s           |
| 9e                    | Ben Hermans             | Belgique              | BMC Racing            | + 1 min 9 s           |
| 10e                   | Nikias Arndt            | Allemagne             | Giant-Alpecin         | + 1 min 9 s           |
| modifier              |                         |                       |                       |                       |

## Classements finals

### Classement général final
| Classement général final | Classement général final | Classement général final | Classement général final | Classement général final |
|                          | Coureur                  | Pays                     | Équipe                   | Temps                    |
| ------------------------ | ------------------------ | ------------------------ | ------------------------ | ------------------------ |
| 1er                      | Thomas Voeckler          | France                   | Direct Énergie           | en 13 h 5 min 16 s       |
| 2e                       | Nicolas Roche            | Irlande                  | Sky                      | + 6 s                    |
| 3e                       | Anthony Turgis           | France                   | Cofidis                  | + 16 s                   |
| 4e                       | Adam Yates               | Royaume-Uni              | Orica-GreenEDGE          | + 17 s                   |
| 5e                       | Steven Kruijswijk        | Pays-Bas                 | Lotto NL-Jumbo           | + 21 s                   |
| 6e                       | Lars Petter Nordhaug     | Norvège                  | Sky                      | + 52 s                   |
| 7e                       | Gianni Moscon            | Italie                   | Sky                      | + 53 s                   |
| 8e                       | Nikias Arndt             | Allemagne                | Giant-Alpecin            | + 1 min 13 s             |
| 9e                       | Serge Pauwels            | Belgique                 | Dimension Data           | + 1 min 20 s             |
| 10e                      | Dion Smith               | Nouvelle-Zélande         | ONE                      | + 1 min 21 s             |
| modifier                 |                          |                          |                          |                          |

### Classements annexes
| Classement par points | Classement par points | Classement par points | Classement par points | Classement par points |
| --------------------- | --------------------- | --------------------- | --------------------- | --------------------- |
|                       | Coureur               | Pays                  | Équipe                | Point(s)              |
| 1er                   | Dylan Groenewegen     | Pays-Bas              | Lotto NL-Jumbo        | 27 points             |
| 2e                    | Danny van Poppel      | Pays-Bas              | Sky                   | 21 pts                |
| 3e                    | Nikias Arndt          | Allemagne             | Giant-Alpecin         | 19 pts                |
| modifier              |                       |                       |                       |                       |

| Classement de la montagne | Classement de la montagne | Classement de la montagne | Classement de la montagne | Classement de la montagne |
| ------------------------- | ------------------------- | ------------------------- | ------------------------- | ------------------------- |
|                           | Coureur                   | Pays                      | Équipe                    | Point(s)                  |
| 1er                       | Nathan Haas               | Australie                 | Dimension Data            | 7 points                  |
| 2e                        | Richard Handley           | Royaume-Uni               | ONE                       | 7 pts                     |
| 3e                        | Nicolas Roche             | Irlande                   | Sky                       | 7 pts                     |
| modifier                  |                           |                           |                           |                           |

| Classement du meilleur coureur britannique | Classement du meilleur coureur britannique | Classement du meilleur coureur britannique | Classement du meilleur coureur britannique | Classement du meilleur coureur britannique |
|                                            | Coureur                                    | Pays                                       | Équipe                                     | Temps                                      |
| ------------------------------------------ | ------------------------------------------ | ------------------------------------------ | ------------------------------------------ | ------------------------------------------ |
| 1er                                        | Adam Yates                                 | Royaume-Uni                                | Orica-GreenEDGE                            | en 13 h 5 min 33 s                         |
| 2e                                         | Thomas Stewart                             | Royaume-Uni                                | Madison Genesis                            | + 1 min 4 s                                |
| 3e                                         | Mark Christian                             | Royaume-Uni                                | Wiggins                                    | + 1 min 48 s                               |
| modifier                                   |                                            |                                            |                                            |                                            |

| Classement par équipes | Classement par équipes | Classement par équipes | Classement par équipes |
|                        | Équipe                 | Pays                   | Temps                  |
| ---------------------- | ---------------------- | ---------------------- | ---------------------- |
| 1re                    | Sky                    | Royaume-Uni            | en 39 h 17 min 46 s    |
| 2e                     | BMC Racing             | États-Unis             | + 5 min 52 s           |
| 3e                     | Katusha                | Russie                 | + 9 min 9 s            |
| modifier               |                        |                        |                        |

### UCI Europe Tour
Ce Tour de Yorkshire attribue des points pour l'UCI Europe Tour 2016, y compris aux coureurs faisant partie d'une équipe ayant un label WorldTeam. De plus la course donne le même nombre de points individuellement à tous les coureurs pour le Classement mondial UCI 2016.
| Position           | 1er | 2e | 3e | 4e | 5e | 6e | 7e | 8e | 9e | 10e | 11e | 12e | 13e à 15e | 16e à 25e |
| Classement général | 125 | 85 | 70 | 60 | 50 | 40 | 35 | 30 | 25 | 20  | 15  | 10  | 5         | 3         |
| Par étape          | 14  | 5  | 3  |    |    |    |    |    |    |     |     |     |           |           |
| Leader, par étape  | 3   |    |    |    |    |    |    |    |    |     |     |     |           |           |

| Cycliste                | Équipe          | Général | Étape | Leader | Total |
| ----------------------- | --------------- | ------- | ----- | ------ | ----- |
| Thomas Voeckler         | Direct Énergie  | 125     | 14    | -      | 139   |
| Nicolas Roche           | Sky             | 85      | 5     | -      | 90    |
| Anthony Turgis          | Cofidis         | 70      | -     | -      | 70    |
| Adam Yates              | Orica-GreenEDGE | 60      | 3     | -      | 63    |
| Steven Kruijswijk       | Lotto NL-Jumbo  | 50      | -     | -      | 50    |
| Lars Petter Nordhaug    | Sky             | 40      | -     | -      | 40    |
| Nikias Arndt            | Giant-Alpecin   | 30      | 6     | -      | 36    |
| Gianni Moscon           | Sky             | 35      | -     | -      | 35    |
| Dylan Groenewegen       | Lotto NL-Jumbo  | -       | 19    | 6      | 25    |
| Serge Pauwels           | Dimension Data  | 25      | -     | -      | 25    |
| Dion Smith              | ONE             | 20      | -     | -      | 20    |
| Thomas Stewart          | Madison Genesis | 15      | -     | -      | 15    |
| Danny van Poppel        | Sky             | -       | 14    | -      | 14    |
| Ben Hermans             | BMC Racing      | 10      | -     | -      | 10    |
| Lilian Calmejane        | Direct Énergie  | 5       | -     | -      | 5     |
| Caleb Ewan              | Orica-GreenEDGE | -       | 5     | -      | 5     |
| Alberto Losada          | Katusha         | 5       | -     | -      | 5     |
| Jurgen Van den Broeck   | Katusha         | 5       | -     | -      | 5     |
| Mark Christian          | Wiggins         | 3       | -     | -      | 3     |
| Steve Cummings          | Dimension Data  | 3       | -     | -      | 3     |
| Rohan Dennis            | BMC Racing      | 3       | -     | -      | 3     |
| Matthew Holmes          | Madison Genesis | 3       | -     | -      | 3     |
| Christopher Juul Jensen | Orica-GreenEDGE | 3       | -     | -      | 3     |
| Steven Lampier          | JLT Condor      | 3       | -     | -      | 3     |
| Joey Rosskopf           | BMC Racing      | 3       | -     | -      | 3     |
| Bram Tankink            | Lotto NL-Jumbo  | 3       | -     | -      | 3     |
| Ángel Vicioso           | Katusha         | 3       | -     | -      | 3     |
| Stephen Williams        | JLT Condor      | 3       | -     | -      | 3     |

## Évolution des classements
| Étape              | Vainqueur          | Classement général | Classement par points | Classement de la montagne | Coureur le plus combatif |
| ------------------ | ------------------ | ------------------ | --------------------- | ------------------------- | ------------------------ |
| 1                  | Dylan Groenewegen  | Dylan Groenewegen  | Dylan Groenewegen     | Peter Williams            | Peter Williams           |
| 2                  | Danny van Poppel   | Dylan Groenewegen  | Dylan Groenewegen     | Richard Handley           | Nicolas Edet             |
| 3                  | Thomas Voeckler    | Thomas Voeckler    | Dylan Groenewegen     | Nathan Haas               | Peter Kennaugh           |
| Classements finals | Classements finals | Thomas Voeckler    | Dylan Groenewegen     | Nathan Haas               | Non décerné              |

## Liste des participants
- Liste de départ complète

| Légende                             | Légende                                                                                         | Légende                         | Légende                                                                                                  |
| ----------------------------------- | ----------------------------------------------------------------------------------------------- | ------------------------------- | --- |
| Num                                 | Dossard de départ porté par le coureur sur ce Tour de Yorkshire                                 | Pos                             | Position finale au classement général                                                                    |
| Leader du classement général        | Indique le vainqueur du classement général                                                      | Leader du classement par points | Indique le vainqueur du classement par points                                                            |
| Leader du classement de la montagne | Indique le vainqueur du classement de la montagne                                               |                                 | Indique un maillot de champion national ou mondial, suivi de sa spécialité                               |
| #                                   | Indique la meilleure équipe                                                                     | NP                              | Indique un coureur qui n'a pas pris le départ d'une étape, suivi du numéro de l'étape où il s'est retiré |
| AB                                  | Indique un coureur qui n'a pas terminé une étape, suivi du numéro de l'étape où il s'est retiré | HD                              | Indique un coureur qui a terminé une étape hors des délais, suivi du numéro de l'étape                   |

| Sky # SKY                           | Sky # SKY                    | Sky # SKY |
| ----------------------------------- | ---------------------------- | --------- |
| Num                                 | Coureur                      | Pos       |
| 1                                   | Lars Petter Nordhaug (NOR)   | 6e        |
| 2                                   | Andrew Fenn (GBR)            | AB-3      |
| 3                                   | Peter Kennaugh (GBR) (Route) | 37e       |
| 4                                   | Gianni Moscon (ITA)          | 7e        |
| 5                                   | Nicolas Roche (IRL)          | 2e        |
| 6                                   | Luke Rowe (GBR)              | 26e       |
| 7                                   | Danny van Poppel (NED)       | 56e       |
| 8                                   | Xabier Zandio (ESP)          | AB-3      |
| Directeur sportif : Brett Lancaster |                              |           |

| BMC Racing BMC                   | BMC Racing BMC      | BMC Racing BMC |
| -------------------------------- | ------------------- | -------------- |
| Num                              | Coureur             | Pos            |
| 11                               | Rohan Dennis (AUS)  | 21e            |
| 12                               | Floris Gerts (NED)  | 40e            |
| 13                               | Ben Hermans (BEL)   | 12e            |
| 14                               | Joey Rosskopf (USA) | 20e            |
| 15                               | Michael Schär (SUI) | 27e            |
| 16                               | Manuel Senni (ITA)  | 69e            |
| 17                               | Rick Zabel (GER)    | 60e            |
| 18                               |                     |                |
| Directeur sportif : Allan Peiper |                     |                |

| Direct Énergie DEN                   | Direct Énergie DEN       | Direct Énergie DEN |
| ------------------------------------ | ------------------------ | ------------------ |
| Num                                  | Coureur                  | Pos                |
| 21                                   | Thomas Voeckler (FRA)    | 1er                |
| 22                                   | Thomas Boudat (FRA)      | 28e                |
| 23                                   | Lilian Calmejane (FRA)   | 15e                |
| 24                                   | Jérémy Cornu (FRA)       | AB-3               |
| 25                                   | Fabrice Jeandesboz (FRA) | AB-1               |
| 26                                   | Bryan Nauleau (FRA)      | AB-3               |
| 27                                   | Alexandre Pichot (FRA)   | 46e                |
| 28                                   | Perrig Quéméneur (FRA)   | 52e                |
| Directeur sportif : Jimmy Engoulvent |                          |                    |

| Wiggins WGN                          | Wiggins WGN              | Wiggins WGN |
| ------------------------------------ | ------------------------ | ----------- |
| Num                                  | Coureur                  | Pos         |
| 31                                   | Bradley Wiggins (GBR)    | AB-1        |
| 32                                   | Mark Christian (GBR)     | 18e         |
| 33                                   | Scott Davies (GBR)       | AB-1        |
| 34                                   | Liam Holohan (GBR)       | 71e         |
| 35                                   | Samuel Lowe (GBR)        | AB-3        |
| 36                                   | Michael O'Loughlin (IRL) | AB-3        |
| 37                                   | Daniel Patten (GBR)      | 89e         |
| 38                                   | Andrew Tennant (GBR)     | AB-3        |
| Directeur sportif : Chris Lillywhite |                          |             |

| Orica-GreenEDGE OGE                | Orica-GreenEDGE OGE           | Orica-GreenEDGE OGE |
| ---------------------------------- | ----------------------------- | ------------------- |
| Num                                | Coureur                       | Pos                 |
| 41                                 | Adam Yates (GBR)              | 4e                  |
| 42                                 | Cheung King Lok (HKG)         | 85e                 |
| 43                                 | Alexander Edmondson (AUS)     | 83e                 |
| 44                                 | Caleb Ewan (AUS)              | AB-3                |
| 45                                 | Mathew Hayman (AUS)           | 50e                 |
| 46                                 | Christopher Juul Jensen (DEN) | 16e                 |
| 47                                 | Luka Mezgec (SLO)             | AB-3                |
| 48                                 | Magnus Cort Nielsen (DEN)     | 29e                 |
| Directeur sportif : Matthew Wilson |                               |                     |

| Dimension Data DDD                | Dimension Data DDD    | Dimension Data DDD |
| --------------------------------- | --------------------- | ------------------ |
| Num                               | Coureur               | Pos                |
| 51                                | Steve Cummings (GBR)  | 25e                |
| 52                                | Mekseb Debesay (ERI)  | 53e                |
| 53                                | Nicolas Dougall (RSA) | AB-1               |
| 54                                | Bernhard Eisel (AUT)  | 74e                |
| 55                                | Nathan Haas (AUS)     | 57e                |
| 56                                | Serge Pauwels (BEL)   | 9e                 |
| 57                                | Mark Renshaw (AUS)    | AB-3               |
| 58                                | Johann van Zyl (RSA)  | 34e                |
| Directeur sportif : Roger Hammond |                       |                    |

| Cofidis COF                              | Cofidis COF             | Cofidis COF |
| ---------------------------------------- | ----------------------- | ----------- |
| Num                                      | Coureur                 | Pos         |
| 61                                       | Julien Simon (FRA)      | AB-1        |
| 62                                       | Yoann Bagot (FRA)       | 45e         |
| 63                                       | Loïc Chetout (FRA)      | AB-3        |
| 64                                       | Nicolas Edet (FRA)      | 39e         |
| 65                                       | Romain Hardy (FRA)      | 35e         |
| 66                                       | Rudy Molard (FRA)       | AB-1        |
| 67                                       | Stéphane Rossetto (FRA) | 47e         |
| 68                                       | Anthony Turgis (FRA)    | 3e          |
| Directeur sportif : Christian Guiberteau |                         |             |

| ONE                                 | ONE                      | ONE  |
| ----------------------------------- | ------------------------ | ---- |
| Num                                 | Coureur                  | Pos  |
| 71                                  | Martin Mortensen (DEN)   | 72e  |
| 72                                  | Marcin Białobłocki (POL) | 82e  |
| 73                                  | Karol Domagalski (POL)   | 31e  |
| 74                                  | Richard Handley (GBR)    | 38e  |
| 75                                  | Chris Opie (GBR)         | AB-3 |
| 76                                  | James Oram (NZL)         | 70e  |
| 77                                  | Dion Smith (NZL)         | 10e  |
| 78                                  | Peter Williams (GBR)     | 81e  |
| Directeur sportif : Matthew Winston |                          |      |

| Katusha KAT                      | Katusha KAT                 | Katusha KAT |
| -------------------------------- | --------------------------- | ----------- |
| Num                              | Coureur                     | Pos         |
| 81                               | Jurgen Van den Broeck (BEL) | 14e         |
| 82                               | Sven Erik Bystrøm (NOR)     | AB-1        |
| 83                               | Marco Haller (AUT) (Route)  | 49e         |
| 84                               | Alberto Losada (ESP)        | 13e         |
| 85                               | Tiago Machado (POR)         | AB-2        |
| 86                               | Michael Mørkøv (DEN)        | 51e         |
| 87                               | Nils Politt (GER)           | 73e         |
| 88                               | Ángel Vicioso (ESP)         | 23e         |
| Directeur sportif : José Azevedo |                             |             |

| Madison Genesis MGT              | Madison Genesis MGT   | Madison Genesis MGT |
| -------------------------------- | --------------------- | ------------------- |
| Num                              | Coureur               | Pos                 |
| 91                               | Erick Rowsell (GBR)   | 32e                 |
| 92                               | Alexandre Blain (FRA) | 63e                 |
| 93                               | Matt Cronshaw (GBR)   | AB-3                |
| 94                               | Taylor Gunman (NZL)   | AB-3                |
| 95                               | Matthew Holmes (GBR)  | 19e                 |
| 96                               | Gruffudd Lewis (GBR)  | AB-3                |
| 97                               | Tristan Robbins (GBR) | AB-3                |
| 98                               | Thomas Stewart (GBR)  | 11e                 |
| Directeur sportif : David Povall |                       |                     |

| Lotto NL-Jumbo TLJ                | Lotto NL-Jumbo TLJ      | Lotto NL-Jumbo TLJ |
| --------------------------------- | ----------------------- | ------------------ |
| Num                               | Coureur                 | Pos                |
| 101                               | Steven Kruijswijk (NED) | 5e                 |
| 102                               | Dylan Groenewegen (NED) | 55e                |
| 103                               | Tom Leezer (NED)        | NP-2               |
| 104                               | Primož Roglič (SLO)     | 44e                |
| 105                               | Timo Roosen (NED)       | 36e                |
| 106                               | Bram Tankink (NED)      | 17e                |
| 107                               | Robert Wagner (GER)     | 67e                |
| 108                               | Maarten Wynants (BEL)   | 54e                |
| Directeur sportif : Merijn Zeeman |                         |                    |

| Giant-Alpecin TGA                | Giant-Alpecin TGA        | Giant-Alpecin TGA |
| -------------------------------- | ------------------------ | ----------------- |
| Num                              | Coureur                  | Pos               |
| 111                              | Nikias Arndt (GER)       | 8e                |
| 112                              | Bert De Backer (BEL)     | 78e               |
| 113                              | Koen de Kort (NED)       | 48e               |
| 114                              | Carter Jones (USA)       | 77e               |
| 115                              | Fredrik Ludvigsson (SWE) | AB-3              |
| 116                              | Lars van der Haar (NED)  | AB-3              |
| 117                              |                          |                   |
| 118                              |                          |                   |
| Directeur sportif : Luke Roberts |                          |                   |

| JLT Condor JLT                  | JLT Condor JLT            | JLT Condor JLT |
| ------------------------------- | ------------------------- | -------------- |
| Num                             | Coureur                   | Pos            |
| 121                             | Russell Downing (GBR)     | 41e            |
| 122                             | Graham Briggs (GBR)       | 88e            |
| 123                             | Conor Dunne (IRL)         | AB-3           |
| 124                             | Steven Lampier (GBR)      | 24e            |
| 125                             | Christopher Lawless (GBR) | 59e            |
| 126                             | Thomas Moses (GBR)        | 66e            |
| 127                             | Alistair Slater (GBR)     | 33e            |
| 128                             | Stephen Williams (GBR)    | 22e            |
| Directeur sportif : John Herety |                           |                |

| Roompot-Oranje Peloton ROP               | Roompot-Oranje Peloton ROP | Roompot-Oranje Peloton ROP |
| ---------------------------------------- | -------------------------- | -------------------------- |
| Num                                      | Coureur                    | Pos                        |
| 131                                      | Pieter Weening (NED)       | AB-1                       |
| 132                                      | Marc de Maar (NED)         | AB-3                       |
| 133                                      | Huub Duyn (NED)            | 42e                        |
| 134                                      | Wesley Kreder (NED)        | 62e                        |
| 135                                      | André Looij (NED)          | 87e                        |
| 136                                      | Barry Markus (NED)         | AB-3                       |
| 137                                      | Ivar Slik (NED)            | 80e                        |
| 138                                      | Nick van der Lijke (NED)   | 68e                        |
| Directeur sportif : Jean-Paul van Poppel |                            |                            |

| NFTO NPC                       | NFTO NPC                     | NFTO NPC |
| ------------------------------ | ---------------------------- | -------- |
| Num                            | Coureur                      | Pos      |
| 141                            | Ian Bibby (GBR)              | AB-3     |
| 142                            | Dale Appleby (GBR)           | 64e      |
| 143                            | Edmund Bradbury (GBR)        | AB-3     |
| 144                            | Joshua Edmondson (GBR)       | 76e      |
| 145                            | Rhys Lloyd (GBR)             | AB-3     |
| 146                            | James Lowsley-Williams (GBR) | AB-3     |
| 147                            | Jonathan McEvoy (GBR)        | AB-3     |
| 148                            | Robert Partridge (GBR)       | AB-3     |
| Directeur sportif : Tom Barras |                              |          |

| Topsport Vlaanderen-Baloise TSV    | Topsport Vlaanderen-Baloise TSV | Topsport Vlaanderen-Baloise TSV |
| ---------------------------------- | ------------------------------- | ------------------------------- |
| Num                                | Coureur                         | Pos                             |
| 151                                | Aimé De Gendt (BEL)             | AB-3                            |
| 152                                | Maxime Farazijn (BEL)           | 61e                             |
| 153                                | Ruben Pols (BEL)                | AB-3                            |
| 154                                | Stijn Steels (BEL)              | AB-3                            |
| 155                                | Gijs Van Hoecke (BEL)           | 43e                             |
| 156                                | Bert Van Lerberghe (BEL)        | 58e                             |
| 157                                | Jef Van Meirhaeghe (BEL)        | AB-3                            |
| 158                                | Jens Wallays (BEL)              | 84e                             |
| Directeur sportif : Hans De Clercq |                                 |                                 |

| Raleigh GAC RAL                   | Raleigh GAC RAL        | Raleigh GAC RAL |
| --------------------------------- | ---------------------- | --------------- |
| Num                               | Coureur                | Pos             |
| 161                               | Albert Torres (ESP)    | AB-3            |
| 162                               | Matthieu Boulo (FRA)   | 30e             |
| 163                               | Richard Hepworth (GBR) | AB-3            |
| 164                               | Morgan Kneisky (FRA)   | AB-3            |
| 165                               | Sebastián Mora (ESP)   | 79e             |
| 166                               | Adrià Moreno (ESP)     | 75e             |
| 167                               | Evan Oliphant (GBR)    | AB-3            |
| 168                               | George Pym (GBR)       | AB-3            |
| Directeur sportif : James Millard |                        |                 |

| Équipe nationale du Royaume-Uni GBR | Équipe nationale du Royaume-Uni GBR | Équipe nationale du Royaume-Uni GBR |
| ----------------------------------- | ----------------------------------- | ----------------------------------- |
| Num                                 | Coureur                             | Pos                                 |
| 171                                 | Oliver Wood (GBR)                   | AB-3                                |
| 172                                 | Frazer Clacherty (GBR)              | AB-3                                |
| 173                                 | Gabriel Cullaigh (GBR)              | 65e                                 |
| 174                                 | Grant Ferguson (GBR)                | 86e                                 |
| 175                                 | Joseph Fry (GBR)                    | AB-3                                |
| 176                                 | Iain Paton (GBR)                    | AB-3                                |
| 177                                 | Mark Stewart (GBR)                  | AB-3                                |
| 178                                 | Ian Wilkinson (GBR)                 | AB-3                                |
| Directeur sportif : Keith Lambert   |                                     |                                     |